# سینیشا اورشچانین
سینیشا اورشچانین "سیکس" (زاده ۳۰ ژوئیه ۱۹۷۲) یک مربی فوتبال حرفه‌ای اهل کرواسی و بازیکن فوتبال سابق است که اخیراً مربی باشگاه گوریتسا در لیگ دسته اول فوتبال کرواسی شده است.

## دوران بازیگری
اورشچانین فوتبال خود را در سنین پایین‌تر در کادتس و جوانان دینامو زاگرب به عنوان هافبک مرکزی آغاز کرد و دوران بزرگسالی خود را در چندین باشگاه در لیگ‌های پایین‌تر در زاگرب و مناطق اطراف آن گذراند. او همچنین مدتی برای باشگاه‌های کرواسی از بوسنی و هرزگوین بازی کرد. او در سه نوبت برای باشگاه ماکسیمیر بازی کرد و علاوه بر آن برای سسوته، دوگو سلو، زت، توپولواس، سسوتسکی کرالیوچ و لوچکو بازی کرد و در طول دهه ۱۹۹۰ برای لوباسکی و اسلوگا اسکوپله در لیگ دسته اول هرزگ-بوسنی بازی کرد. او با بازی برای لوباسکی دو قهرمانی جام هرزگ-بوسنی را نیز به دست آورد. او در سال ۲۰۰۶ به عنوان کاپیتان ماکسیمیر به دوران بازی خود پایان داد.

## دوران مربی‌گری
اورشچانین حرفه مربیگری خود را به عنوان یک بازیکن فعال آغاز کرد و از سال ۱۹۹۹ تا ۲۰۰۷ در سسوته کار. در این مدت او به عنوان مربی نوجوانان، مدیر آکادمی فوتبال و مربی تیم اول کار کرد. پس از شش سال حضور در بخش نوجوانان، در سال ۲۰۰۶ فرصت هدایت تیم اصلی را به دست آورد و تا سال ۲۰۰۷ در راس تیم باقی ماند.

### دیناموزاگرب (جوانان)
پس از سسوته به باشگاه زاگرب برای مربیگری بازیکنان جوانان رفت و دو سال در آنجا ماند تا به دینامو زاگرب رفت و در پنج سال کار با این تیم به نتایج چشمگیری دست یافت. نسل‌های جوان دینامو از سال ۲۰۰۹ تا ۲۰۱۴ نتایج بسیار خوبی را چه در عرصه داخلی و چه در بین‌المللی کسب کردند. آنها علاوه بر کسب چندین قهرمانی ملی، در جام برتر منچستریونایتد نیز به نتایج بسیار خوبی دست یافتند، رقابتی که به عقیده بسیاری قوی‌ترین رقابت در آن رده سنی در سطح جهانی است و مقام دوم اروپا و ششمین جهان را به دست آورد. در چند سال کارش در دینامو، بازیکنان جوان و بعداً بزرگسالان متعددی در تیم ملی از دستان او پرورش یافتند.
او به موازات کارش در دینامو از سال ۲۰۱۰ تا ۲۰۱۱ به عنوان مربی در تیم‌های ملی کرواسی ۱۴ و ۱۵ سال استخدام شد.
پس از جدایی از دینامو، در سال ۲۰۱۵ هدایت تیم اصلی دوگو سلو را بر عهده گرفت. او به عربستان سعودی رفت و در یکی از بزرگترین باشگاه‌ها، النصر، به عنوان مربی تیم زیر ۱۹سال کار کرد که با آن عنوان قهرمان جام حذفی و مقام دوم قهرمانی را به دست آورد.

### هایدوک اسپلیت
پس از ماجراجویی عربستان، به دعوت کرشیمیر گوجون، رئیس آکادمی هایدوک اسپلیت، به اسپلیت آمد و در مرحله اول به عنوان مربی کادت و سپس تیم دوم هایدوک مشغول به کار شد. او تیم دوم را در دروگا لیگ رهبری کرد و دوران مربی‌گری او با دادن فرصت به بازیکنان جوان متعددی که با بازی‌های خود جای خود را در تیم اول هایدوک به دست آوردند و برخی از آنها خیلی سریع به نقل و انتقالات خارجی گران‌قیمت دست یافتند، کاملاً مشخص و گویا خواهد بود.
پس از شروع فصل بسیار ضعیف هایدوک تحت هدایت ژلیکو کوپیچ، تیم اصلی هایدوک به عهده زوران وولیچ قرار گرفت، اما او نیز نتوانست وضعیت را به میزان قابل توجهی بهبود بخشد، بنابراین مدیریت باشگاه تصمیم گرفت تغییر دیگری ایجاد کند و در ۲۷ نوامبر ۲۰۱۸، اورشچاین به عنوان مربی منصوب شد.
او تیم را در شرایطی بسیار سخت و در رده ششم جدول رده‌بندی قهرمانی و دور از مقام‌های منتهی به رقابت‌های اروپایی به دست گرفت و در نهایت این تیم را با یک گل اختلاف بین چهار تیم برتر قرار داد. هایدوک تحت مربی‌گری او تولدی دوباره را تجربه کرد و به مبارزه برای مقام دوم پرداخت و در تنها نیم فصل کامل حضورش روی نیمکت هایدوک، تنها دینامو امتیاز بیشتری نسبت به تیمش کسب کرد.
بازی‌های عالی این تیم همچنین قیمت‌های بالاتری را برای برخی از بازیکنان به همراه داشت، بنابراین دوران مربی‌گری او با فروش دو فوتبالیست جوانی که دوران حرفه‌ای آنها از پلجود نشات گرفته بود، تحت مربی‌گری او، در ذهن باقی خواهد ماند. آنته پالاورسا به منچسترسیتی و دوماگوی براداریچ به لیل فروخته شد. هایدوک اورشچاین با یک بازی عالی مزین شده بود و میو ساکتاش خود را به عنوان خالق آن تحمیل کرد که در نیم فصل دوم پس از تنها سه گل در نیم فصل اول منجر شد و عنوان بهترین گلزن لیگ برتر کرواسی را به دست آورد که ویژگی‌های متعدد آن دقیقاً متعلق به سبک بازی اورشچانین بود.
او در ۱۹ ژوئیه ۲۰۱۹ به عنوان قربانی دعواهای درونی در باشگاه، پس از سقوط غم‌انگیز هایدوک توسط تیم مالتی جزیرا یونایتد در ۲۰–۲۰۱۹ لیگ اروپا مرحله اول مقدماتی|اولین مرحله مقدماتی لیگ اروپا ۲۰–۲۰۱۹، از سمت مربیگری هایدوک برکنار شد.
در کتاب‌های تاریخ هایدوک، اورشچانین به عنوان مربی با بهترین میانگین امتیازات در لیگ اول کرواسی از زمان استقلال به ثبت رسیده‌است.

### گوریکا
در ۳ ژانویه ۲۰۲۱، اورشچاین به عنوان سرمربی تیم گوریتسا در لیگ کرواسی انتخاب شد.
در ۲۴ مه ۲۰۲۱، پس از اینکه گوریتسا نتوانست در مرحله دوم مقدماتی لیگ اروپا ۲۲–۲۰۲۱ از طریق مسابقات قهرمانی کشور جایگاهی بدست بیاورد، اورشچانین به همراه دستیارش، گوران روزاندا، از سمت خود توسط باشگاه اخراج شدند.

## آمار دوران مربی‌گری
تا تاریخ ۲۲ می ۲۰۲۱
| هایدوک اسپلیت | ۲۷ نوامبر ۲۰۱۸ | ۱۹ ژوئیه ۲۰۱۹ | ۲۴ | ۱۵ | ۳ | ۶  | ۰۶۳ |
| گوریتسا       | ۳ ژانویه ۲۰۲۱  | ۲۴ می ۲۰۲۱    | ۲۴ | ۹  | ۶ | ۹  | ۰۳۸ |
| مجموع         | مجموع          | مجموع         | ۴۸ | ۲۴ | ۹ | ۱۵ | ۰۵۰ |